# Vangunu (langue)
Pour les articles homonymes, voir Vangunu.
Le vangunu est une des langues de Nouvelle-Irlande, parlée par 910 locuteurs — 399 Bareke et 508 Vangunu —  dans la Province occidentale des Salomon, à Vangunu. Les Bareke sont les habitants de la partie septentrionale de Vangunu. Le dialecte est appelé Bareke ou Mbareke au nord, Vangunu au sud-ouest. Les locuteurs emploient aussi le marovo.